# Expotek
Expotek este o companie specializată în organizarea de expoziții și conferințe din România. Este unul dintre principalii organizatori de evenimente în domeniul tehnologiei informației și comunicațiilor, organizând CERF, o expoziție anuală de IT, și HIFIarena, un eveniment specializat în soluții și echipamente audio și video de înaltă performanță pentru home entertainment. Expotek a asigurat și managementul SIAB, Salonul Internațional de Automobile București pentru edițiile 2003 și 2005.